# The Idler (film 1913)
The Idler è un cortometraggio muto del 1913 di cui non si conosce il nome del regista.

## Produzione
Il film fu prodotto dalla Vitagraph Company of America.

## Distribuzione
Fu distribuito dalla General Film Company. Copia della pellicola è conservata negli archivi dell'International Museum of Photography and Film at George Eastman House.